# 吉列爾梅·波塞爾·達科斯塔
吉列爾梅·波塞爾·達科斯塔（1953年5月18日—），又译作科士达，是圣多美和普林西比政治家、外交家，曾三次担任圣多美和普林西比外交部长，1999年—2001年期间任第9届圣多美和普林西比总理。

## 生平
1953年，达科斯塔出生于当时为葡萄牙殖民地的圣多美，早年在葡萄牙科英布拉大学修读法学，于1978年6月毕业。回国后，达科斯塔加入当时唯一合法的执政党圣多美和普林西比解放运动（1990年更名为圣多美和普林西比解放运动—社会民主党），并成为国民议会议员，后在党内晋升为副主席。达科斯塔分别在1987年—1988年、1990年—1991年以及1994年—1996年三次出任外交部部长，同时兼任政治事务司司长和国务卿，在外交部期间还曾担任圣普驻比利时、法国、德国、荷兰、瑞典、欧洲共同体和联合国粮农组织的特命全权大使。1996年，他作为外交部长赴里斯本出席首次葡萄牙语国家共同体峰会，促成了共同体的建立。
1999年，达科斯塔出任圣普总理，2000年1月，达科斯塔率团访问当时与圣普建交的中华民国，同年，达科斯塔主导了圣普的外债减免谈判。2001年卸任总理一职。2004年11月，在接受挪用援助资金调查的达科斯塔被指控破坏了总检察官阿雷利诺·皮雷拉（Adelino Pereira）的办公室，他因这次事件辞去了国民议会的职务，2005年3月18日，达科斯塔被判处两年缓刑并被要求缴纳赔偿。2005年2月27日，圣多美和普林西比解放运动—社会民主党创始人、党主席曼努埃尔·平托·达科斯塔辞去党主席一职，时任党副主席的吉列尔梅·波塞尔·达科斯塔在党的第四次代表大会上以708票赞成、3票反对的成绩当选党主席，2008年卸任后由奥雷利奥·马丁斯接任。
2021年，达科斯塔以党内83%的支持率登记参选圣多美和普林西比总统，其党内竞争对手则以独立候选人名义参选。达科斯塔在2021年的总统选举中败给了民主独立行动党候选人卡洛斯·維拉·諾瓦。

## 奖项
- 亨利王子勋章（英语：Order of Prince Henry）（1996年）[10]